# Osred I de Northumbria
Osred (aprox. 697 – 716) fue rey de Northumbria de 705 hasta su muerte. Era hijo de Aldfrith de Northumbria. La única esposa conocida de Aldfrith fue Cuthburh, pero no se sabe con certeza Osred fue su hijo. Osred no sucedió directamente a su padre, ya que el trono fue ocupado por Eadwulf, aunque este último lo ocupó por apenas unos meses.
Cuando el usurpador Eadwulf fue derrocado, Osred sólo era un niño, y el gobierno estuvo controlado por el poderoso Obispo Wilfrid, presumiblemente asistido por parte de la nobleza, como Berhtfrith hijo de Berhtred. Osred fue adoptado por Wilfrid en este momento. La muerte del obispo en el año 709 no parece haber creado ninguna inestabilidad lo que, junto con el ascenso y caída de Eadwulf, nos indica una época de estabilidad y continuidad en Northumbria.
En el año 711, Berhtfrith infligió una aplastante derrota a los Pictos, en torno al curso superior del Forth, pero el reinado de Osred es, por otra parte, irrelevante políticamente. A nivel nacional, varias fuentes eclesiásticas describen a Osred como un libertino y depravado joven, y un seductor de monjas. Más positivamente, en De Abbatibus se retrata a Osred como energético en obras y palabras, poderoso en las armas y audaz en su propia fuerza y Beda se refirió a él como un nuevo Josías.
Osred alcanzó su mayoría de edad en 715 o 716, y falleció poco después. Las circunstancias de su muerte no están claras. La Anglo-Saxon Chronicle señala que fue asesinado "al sur de la frontera". David Rollason y N. J. Higham suponen que la frontera en cuestión es el la frontera sur picta y que los Pictos mataron a Osred.